# Roger Peyrefitte
Roger Peyrefitte (ur. 17 sierpnia 1907 w Castres, zm. 5 listopada 2000 w Paryżu) – francuski pisarz.

## Życiorys
Ukończył studia w Instytucie Nauk Politycznych w Paryżu] w 1930. Następnie pracował w służbie dyplomatycznej, m.in. w Atenach. Zakończył prace w administracji rządowej w 1945.
Swą pierwszą powieść Les amitiés particulières opublikował w 1944. Koncentrowała się ona na homoerotycznych fascynacjach uczniów katolickiej szkoły dla chłopców. Otrzymał za nią Nagrodę Renaudot. Została sfilmowana w 1964.
W późniejszych powieściach Peyrefitte otwarcie prezentował wątki homoseksualne, a także poruszał kwestie kontrowersyjne, np. w powieści Klucze Piotrowe (Les Clés de saint Pierre, 1955, wyd. polskie 1959) w krytyczny sposób opisywał stosunki w administracji watykańskiej.
Był jawnym homoseksualistą. W 1976 zarzucił hipokryzję papieżowi Pawłowi VI, którego uważał za homoseksualistę, a który w dokumencie Persona humana potępił m.in. homoseksualizm, masturbację i stosunki przedmałżeńskie.
Książki Peyrefitte’a dotyczyły również francuskiej dyplomacji (Les Ambassades), masonerii (Les Fils de la lumière), a także były satyrycznymi portretami narodów (Les Juifs, Les Américains, Les Français). Pisał również zbeletryzowane biografie, m.in. Aleksandra Wielkiego i Voltaire’a.

## Twórczość
Wybrana twórczość Peyrefitte’a:
- Les amitiés particulières, 1944, powieść
- Mademoiselle de Murville, 1947, powieść
- Le Prince des neiges, 1947, dramat
- L'Oracle, 1948, powieść
- Les Amours singulières, 1949, powieść
- La Mort d'une mère, 1950, powieść autobiograficzna
- Les Ambassades, 1951, powieść
- Du Vésuve à l'Etna, 1952, książka podróżnicza
- La Fin des ambassades, 1953, powieść
- Les Clés de saint Pierre, 1955, powieść, polskie wydanie Klucze Piotrowe 1959, tłum. Hanna Szumańska
- Jeunes Proies 1956
- Les Chevaliers de Malte, 1957, powieść
- L'Exilé de Capri, 1959, książka podróżnicza
- Les Fils de la lumière, 1961
- La Nature du Prince, 1963
- Les Secrets des conclaves, 1964
- Les Juifs, 1965, powieść
- Les Américains, 1968, powieść
- Les Français, 1970, powieść
- La Coloquinte, 1971, powieść
- Manouche, 1972, biografia
- Tableaux de chasse, ou la vie extraordinaire de Fernand Legros, 1976
- Propos secrets, 1977. wspomnienia
- Trylogia o Aleksandrze Wielkim:
  1. La Jeunesse d'Alexandre, 1977
  2. Les Conquêtes d'Alexandre, 1979
  3. Alexandre le Grand, 1981
- Propos secrets 2, 1980, wspomnienia
- Roy, 1979, powieść
- La Soutane rouge, 1983
- Voltaire, sa jeunesse et son temps, 1985, biografia
- L' Innominato: Nouveaux Propos Secrets, 1989, wspomnienia
- Voltaire et Frédéric II, Editions Albin Michel 1992
- Le Dernier des Sivry, 1993, powieść
- Retours en Sicile, 1996, książka podróżnicza